# Ollainville (Essonne)
Ollainville és un municipi francès, situat al departament d'Essonne i a la regió de l'Illa de França.
Forma part del cantó d'Arpajon i del districte de Palaiseau. I des del 2016 de la Comunitat d'aglomeració Cœur d'Essonne.